# Comarca Badajoz
Die Comarca Badajoz ist eine der zwölf Comarcas in der Provinz Badajoz.
Die im Nordwesten der Provinz gelegene Comarca umfasst elf Gemeinden auf einer Fläche von 1.876,85 km².

## Gemeinden
| Gemeinde                 | Einwohner (2024) | Fläche km² | Dichte Einw./km² | Cod INE | Postleitzahl |
| ------------------------ | ---------------- | ---------- | ---------------- | ------- | ------------ |
| La Albuera               | 1.992            | 26,37      | 76               | 06005   | 06170        |
| Almendral                | 1.197            | 67,50      | 18               | 06010   | 06171        |
| Badajoz                  | 150.570          | 1.440,63   | 105              | 06015   | 06001–06012  |
| Corte de Peleas          | 1.165            | 42,32      | 28               | 06040   | 06196        |
| Entrín Bajo              | 540              | 9,74       | 55               | 06045   | 06197        |
| Guadiana                 | 2.437            | 29,80      | 82               | 06903   | 06186        |
| Nogales                  | 640              | 80,66      | 8                | 06092   | 06173        |
| Pueblonuevo del Guadiana | 1.953            | 28,55      | 68               | 06902   | 06184        |
| Talavera la Real         | 5.298            | 61,50      | 86               | 06128   | 06140        |
| Torre de Miguel Sesmero  | 1.241            | 57,99      | 21               | 06131   | 06172        |
| Valdelacalzada           | 2.755            | 31,79      | 87               | 06901   | 06185        |
| Comarca Badajoz          | 169.788          | 1.876,85   | 90               | –       | –            |

## Nachweise
1. ↑  Instituto Nacional de Estadística Municipal Register of Spain
2. ↑  FUENTE: Ministerio de Agricultura, Pesca y Alimentación